# Clubiona limpidella
Clubiona limpidella là một loài nhện trong họ Clubionidae.
Loài này thuộc chi Clubiona. Clubiona limpidella được Embrik Strand miêu tả năm 1907.